# NPLC
Normal Phase Liquid Chromatography (NPLC) is een vorm van high-performance liquid chromatography (HPLC) waarbij stoffen gescheiden worden op basis van polariteit. Hierbij is er een vaste stationaire fase en een vloeibare mobiele fase.

## Nernst partitie coefficient (K{\displaystyle K})
De fundamentele fysisch-chemische parameter van chromatografie is de evenwichtsconstante {\displaystyle K}, wat de concentratieratio's van elke component in de twee fasen aangeeft. Dit kan worden berekend met de volgende formule:
{\displaystyle K={\frac {C_{s}}{C_{m}}}}
{\displaystyle C_{s}} = concentratie oplossing in de stationaire fase.
{\displaystyle C_{m}} = concentratie oplossing in de mobiele fase.

## Kolom

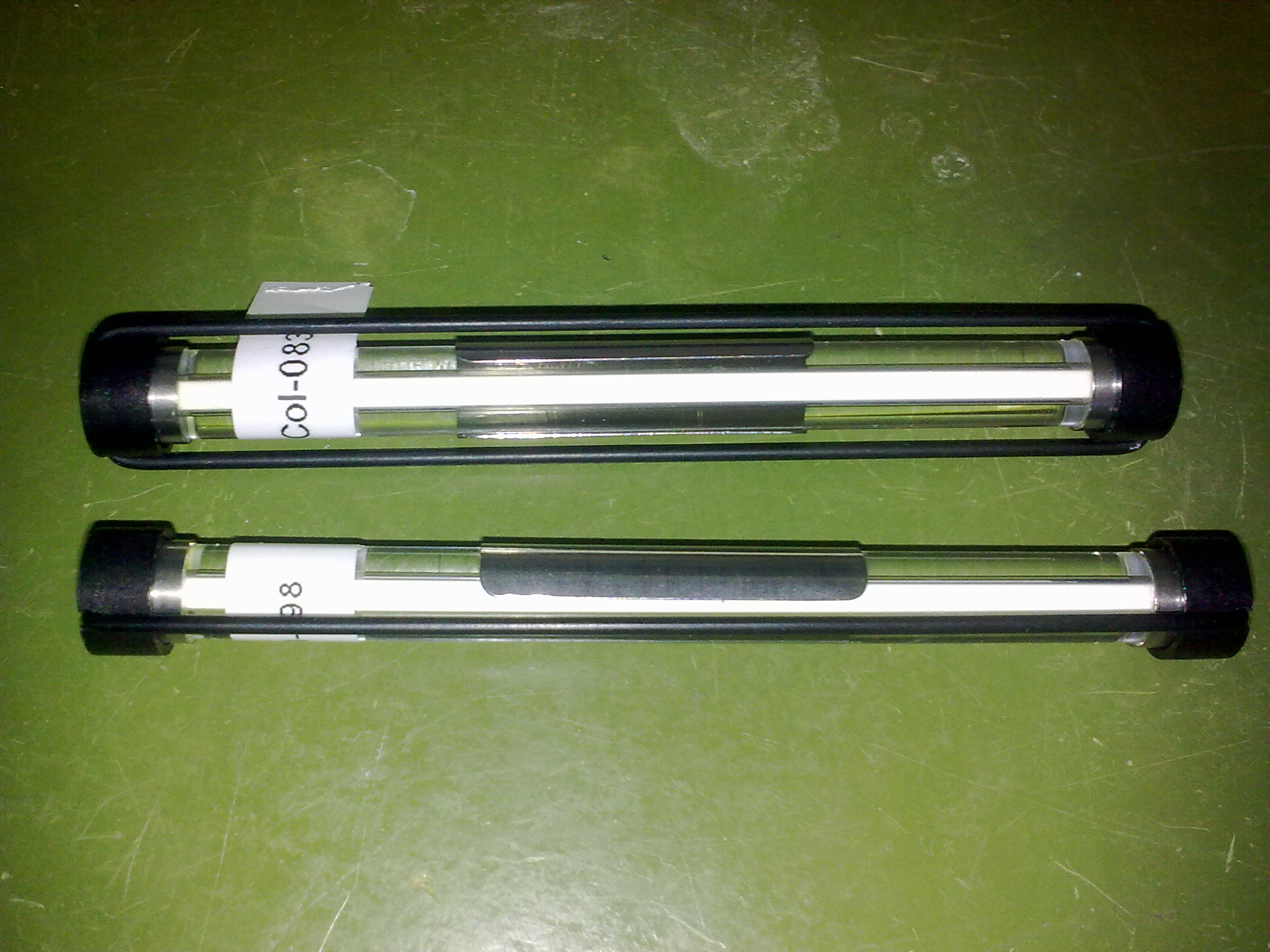
NPLC kolom

Bij NPLC is de stationaire fase polair. De vaste stoffen die in een NPLC gebruikt worden bevatten een van de volgende groepen:
- Silica SiO{\displaystyle _{2}}
- Cyano SiO{\displaystyle _{2}}-(CH{\displaystyle _{2}}){\displaystyle _{n}}-CN
- Amino SiO{\displaystyle _{2}}-(CH{\displaystyle _{2}}){\displaystyle _{n}}-NH{\displaystyle _{2}}

Over het algemeen wordt silica het meest gebruikt. Dit komt door de volgende eigenschappen:
- Silica is stabiel onder een pH van 8.
- Silanol wordt pas geprotoneerd bij een pH van 2-3. Dit zorgt ervoor dat de silanol boven een pH 2-3 erg polair is.
- Het oppervlak van silica is groter dan 100 m{\displaystyle ^{2}}/g. Dit zorgt ervoor dat er veel interactie tussen de analyt en de stationaire fase kan plaatsvinden.

De vrije silanol groepen maken de kolom polair, net als de cyano- en amino- groepen.
Voor de mobiele fase wordt een apolaire vloeistof gebruikt zoals heptaan, hexaan etc.

## Werking
De stof die gescheiden moet worden, de analyt, wordt in de HPLC geïnjecteerd. De analyt komt dan terecht in de mobiele fase die continu langs de stationaire fase loopt. Wanneer de analyt polair is heeft deze meer affiniteit voor de stationaire fase dan voor de mobiele fase, waardoor deze vertraagt wordt. Op basis van deze vertraging wordt de analyt uit de oplossing gescheiden.
Wanneer de porositeit van de silica verhoogd wordt, neemt het oppervlak toe. Hierdoor hecht de analyt zich sneller aan de silica.

## Verschil met RPLC
Het verschil tussen NPLC en Reversed Phase Liquid Chromatography (RPLC) is dat de stationaire fase bij RPLC apolair is in plaats van polair. De mobiele fase van RPLC is polair in plaats van apolair. Dit komt doordat er bij RPLC gebruikgemaakt wordt van C{\displaystyle _{18}} kolommen. Over het algemeen wordt er vaker gebruikgemaakt van RPLC dan NPLC. Dit komt doordat deze scheidingsmethode vooral gebruikt wordt voor organische stoffen, deze zijn vaker apolair dan polair. Omdat NPLC eerder bestond dan RPLC, wordt de scheidingsmethode die minder wordt gebruikt toch "Normal Phase Liquid Chromatography" genoemd.

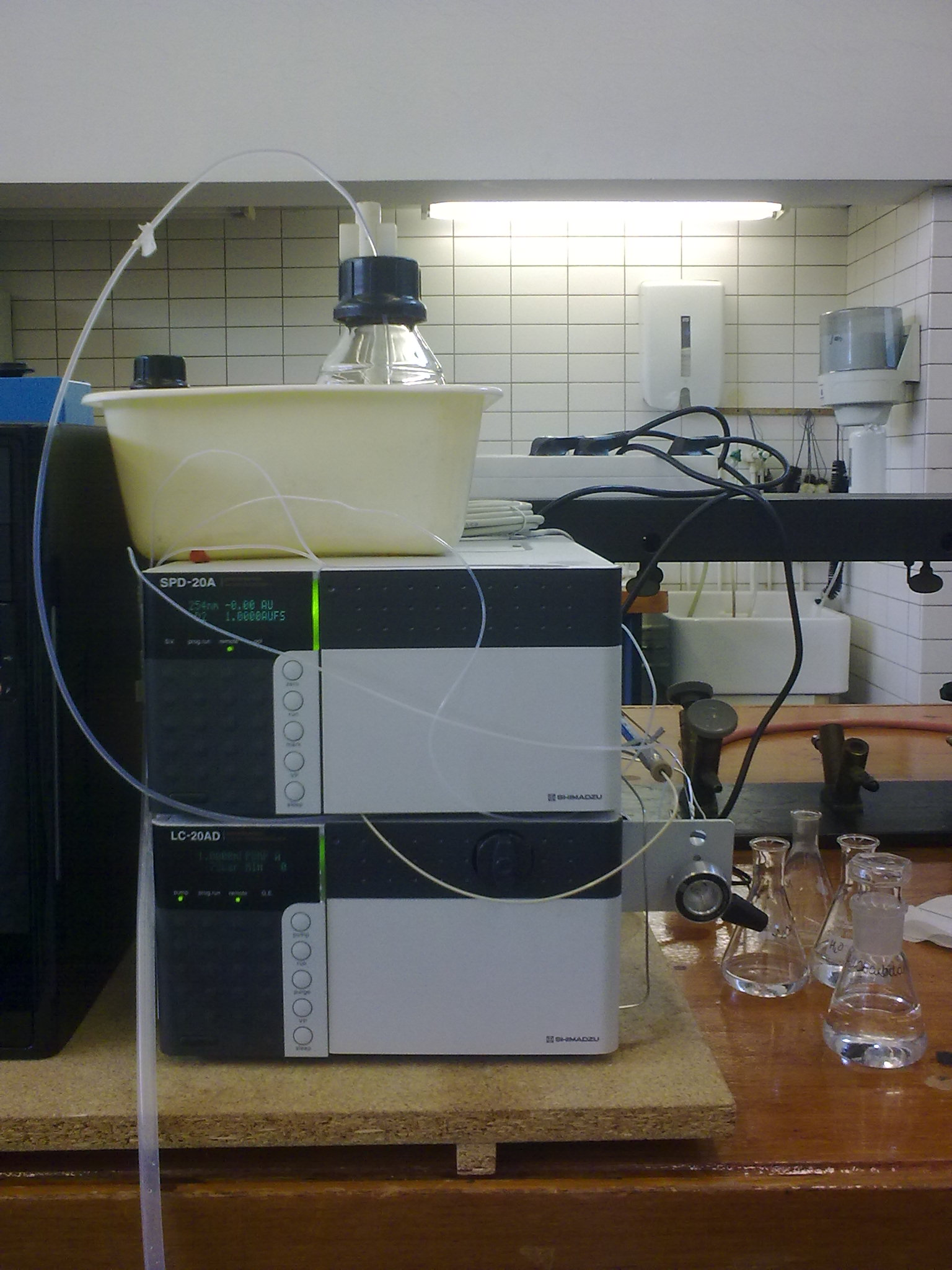
HPLC apparatus